# Jan Kazimierz Sapieha
Jan Kazimierz Sapieha herbu Lis (zm. 22 lutego 1730 w Rawiczu) – hetman wielki litewski, starosta bobrujski.

## Życiorys
Był synem Franciszka Stefana, bratem Józefa Franciszka i Jerzego Felicjana. Jego ojcem chrzestnym był Jan III Sobieski.
Po skończeniu nauk w kolegiach jezuickich, udał się w trwającą 5 lat podróż po Europie zachodniej do Anglii, Francji i Holandii. Poseł województw poznańskiego i kaliskiego na elekcję 1704 roku. W 1704 roku był deputatem województwa kaliskiego w konfederacji warszawskiej. Był jednym z przywódców stronnictwa króla Stanisława Leszczyńskiego na Litwie. W 1705 sprowadził z Torunia do Warszawy arcybiskupa lwowskiego Konstantego Zielińskiego, który koronował Leszczyńskiego. W 1705 roku potwierdził pacta conventa Stanisława Leszczyńskiego. W 1706 jako stronnik Leszczyńskiego został starostą generalnym Wielkopolski. Brał udział w wielu bitwach wojny północnej. Doceniając jego zdolności wojskowe Karol XII spowodował, że jego stryj Kazimierz Jan Sapieha oddał mu w 1708 buławę wielką litewską. 12 kwietnia 1709 w bitwie pod Lachowcami pobił wojska hetmana polnego litewskiego Grzegorza Antoniego Ogińskiego, wspierane przez Rosjan. W 1709 przeszedł na stronę Augusta II. Uzyskał amnestię, ale musiał jednak złożyć urząd hetmański. W 1716 przystąpił do antysaskiej konfederacji tarnogrodzkiej. W 1726 został feldmarszałkiem rosyjskim. Był jednym ze stronników carycy Katarzyny I na dworze petersburskim. W 1727 został generał-gubernatorem Sankt Petersburga i Ingrii.
Był ojcem Katarzyny Agnieszki i Piotra Pawła.
W 1726 roku został odznaczony Orderem św. Aleksandra Newskiego.